# Ара дел Мармо (Фрозиноне)
Ара дел Мармо је насеље у Италији у округу Фрозиноне, региону Лацио.
Према процени из 2011. у насељу је живело 167 становника. Насеље се налази на надморској висини од 396 м.